# Neurosis
Neurosis — американський метал-гурт, створений у 1985 році в Окленді. Їх звучання змінювалося протягом еволюції у межах таких від таких напрямків як хардкор панк і сладж метал до дарк ембієнту, індастріалу, включаючи елементи Інді, етнічної музики та краст-панку.
Іноді гурт відносять до пост-металу, а критик Браян Расс окреслив її творчість терміном «атмосферний хардкор» Назва гурту перекладається як Невроз.
Грана гуртом музика надихнула багато інших колективів до музичних пошуків у запропонованому ними напрямку. Серед них — гурти Isis та Cult of Luna, що творять музику, подібну за образністю, пропонуючи проте власні, оригінальні рішення. Музиканти гурту створили також побічний проект Tribes of Neurot, зосереджний на експериментальній електронній музиці ембіентного напрямку.

## Дискографія
| - Pain of Mind (1988) - Aberration (1989, SP) - Empty (1990, SP) - The Word as Law (1991) - Souls at Zero (1992) - Enemy of the Sun (1993) - Locust Star (1996, EP) - Through Silver in Blood (1996) - Times of Grace (1999) | - Sovereign (2000, EP) - A Sun That Never Sets (2001) - Official Bootleg.01.Lyon.France.11.02.99 (2002, живий) - A Sun That Never Sets (2002, DVD, разом з Tribes Of Neurot) - Official Bootleg.02.Stockholm.Sweden.10.15.99 (2003, живий) - Neurosis & Jarboe (2003, разом з Jarboe) - The Eye of Every Storm (2004) - Given To The Rising (2007) |